# Дульный, Тадеуш
Тадеуш Дульный  (пол. Tadeusz Dulny; 8 августа 1914, Кжчоновице, Свентокшиское воеводство — 7 августа 1942, Дахау, Бавария) — блаженный Римско-Католической Церкви, семинарист, мученик. Входит в число 108 блаженных польских мучеников, беатифицированных Римским Папой Иоанном Павлом II во время его посещения Варшавы 13 июня 1999 года.

## Биография
Тадеуш Дульный родился в многодетной семье. В 1935 году вступил в Духовную семинарию во Влоцлавке. После начала Второй мировой войны был арестован 7 ноября 1939 года вместе с другими семинаристами и отвезён в из Влоцлавка в тюрьму, где пребывал до 26 августа 1940 года, после чего его переправили в концентрационный лагерь Заксенхаузен. 15 декабря 1940 года его отправили в концентрационный лагерь Дахау, где умер от голода 7 августа 1942 года.
Его концентрационный номер — 22662.

## Прославление
13 июня 1999 года Тадеуш Дульный был беатифицирован Римским Папой Иоанном Павлом II вместе с другими польскими мучениками Второй мировой войны.
День памяти в Католической Церкви — 12 июня.

## Источник
- Męczennicy za wiarę. Słudzy Boży z diecezji włocławskiej, oprac. T. Kaczmarek. — Włocławek, 1998.